# Chaetophractus
Chaetophractus — невеликий рід броненосців родини Chlamyphoridae. Представники роду є ендеміками континенту Південна Америка. Вони зустрічаються в центральних і південних країнах, таких як Аргентина, Болівія, Чилі та Парагвай.

## Морфологічні особливості
броненосці малого або середнього розміру з довжиною голови та тулуба приблизно від 20 до 36 см і довжиною хвоста від 9 до 18 см. Вага коливається від 0,5 до 3,5 кг. Голова покрита щитом з дрібних кістяних пластинок і тягнеться майже до кінчика носа. Вуха досить короткі, широко розставлені і мають закруглені кінці. Зубний ряд відрізняється від інших ссавців і складається з характерних зубних утворень, які не мають емалі і мають лише один корінь. Є 9 таких зубів на верхній щелепі та 9 або 10 таких зубів на половину щелепи на нижній щелепі, загалом від 36 до 38. Chaetophractus вирізняється від більшості інших броненосців сильним волоссям на тілі, яке також включає панцир. Шерсть від світлого до темно-коричневого на спині та від світло-коричневого до білого знизу та на кінцівках, які часто вкриті більш густим хутром. Панцир розділений на смугоподібні сегменти, які складаються з окремих невеликих кісткових пластинок. Короткі ноги закінчуються п'ятьма пазуристими пальцями спереду і ззаду.

## Спосіб життя
Це поодинокі тварини. Своїми кігтями вони риють нори завдовжки кілька метрів, які служать місцем відпочинку. Тварини не мають фіксованого періоду активності — він залежить від клімату та пори року. Влітку в жарких районах вони ведуть нічний спосіб життя, взимку в прохолодних районах активні вдень.
Chaetophractus є всеїдними тваринами, які харчуються як рослинними матеріалами, особливо фруктами, корінням і бульбами, так і тваринними матеріалами, такими як комахи, личинки, дрібні хребетні та падло.
Після періоду вагітності приблизно від 60 до 75 днів зазвичай народжуються два дитинча вагою від 86 до 115 г. Вихованням займаються виключно самиці. Новонароджені малі й безпорадні, очі відкриваються у віці від двох до чотирьох тижнів. Оболонка також твердне лише через кілька тижнів. Їх відлучають від молока приблизно у віці 50–60 днів. Вони досягають статевої зрілості у віці від дев'яти до максимум дванадцяти місяців. Найдовша відома тривалість життя становила 20 років.

## Класифікація
Рід містить три види:
| Зображення | Наукова назва             | Розповсюдження                                                                           |
| ---------- | ------------------------- | ---------------------------------------------------------------------------------------- |
|            | Chaetophractus vellerosus | Центральна та південна частини Південної Америки                                         |
|            | Chaetophractus villosus   | Пампаси та Патагонія на південь до Санта-Крус, Аргентина та Магалланес, Чилі             |
|            | Chaetophractus nationi    | Болівія, в регіоні Пуна; департаменти Оруро, Ла-Пас і Кочабамба, Болівія і північне Чилі |

Chaetophractus nationi, ймовірно, є молодшим синонімом Chaetophractus vellerosus, а рід Chatophractus може бути парафілетичним.